# Neil Fingleton
Neil Fingleton, né le 18 décembre 1980 à Durham et mort le 25 février 2017 dans la même ville, est un acteur et joueur de basket-ball anglais. D'une taille de 2,32 mètres, il faisait partie des 25 plus grands hommes du monde. Il était le plus grand homme né au Royaume-Uni ainsi que le plus grand homme de l'Union européenne,.

## Biographie
Fingleton naît à Durham, en Angleterre, en 1980. À l'âge de 16 ans, il participe à un camp de basket-ball au Connecticut et décide de faire ses études secondaires aux États-Unis. Ainsi, en 1997, Fingleton déménage de Durham à Worcester (Massachusetts) et fréquente la Holy Name Central Catholic High School (en). Il obtient son diplôme en 2000.
Il obtient une bourse pour jouer au basket-ball universitaire. Il est d'abord membre de l'équipe de l'université de Caroline du Nord à Chapel Hill, puis du College of the Holy Cross de Worcester.
Il obtient un diplôme en histoire du College of the Holy Cross en 2004.
Fingleton entame une carrière d'acteur. Il apparait dans le film 47 Ronin, puis, en 2014, dans la série télévisée Game of Thrones Il apparait également en 2015 dans le film Jupiter : Le Destin de l'univers, avec Channing Tatum et Mila Kunis. Il apparaît également dans les films X-Men : Le Commencement et Avengers : L'Ère d'Ultron.
Il est décédé le 25 février 2017 d'une crise cardiaque,,.